# Rato (metropolitana di Lisbona)
Rato è una stazione della linea Gialla della metropolitana di Lisbona, localizzata tra le località di Campo de Ourique e Santo António, a Lisbona.
Fu inaugurata nell'anno 1997 (il 29 dicembre), nell'ambito dell'ampliamento di questa linea all'area di Largo do Rato, ed è attualmente il capolinea della linea Gialla.
Si trova in Largo do Rato, fornendo accesso al Museo Nazionale di Storia Naturale e Scienza, al Giardino Botanico di Lisbona, al Teatro Cornucopia ed alla sede della Società Nazionale di Belle Arti; anche la sede del partito socialista portoghese si trova in Largo do Rato.
Come le più recenti stazioni della metropolitana di Lisbona, è attrezzata per servire i passeggeri con disabilità motoria; diversi ascensori e scale mobili facilitano l'accesso all'atrio.

## Arte in Metropolitana
Il progetto architettonico è stato progettato dall'architetto Sanchez Jorge e gli interventi plastici dai pittori Maria Helena Vieira da Silva, Árpád Szenes e Manuel Cargaleiro.
In cima alla navata della stazione si trovano i pannelli che riproducono “Ville en Extension”, opera di Maria Helena Vieira da Silva del 1970 e “Banquet”, opera di Árpád Szenes realizzata nel 1948. Questi pannelli sono stati trasposti su piastrelle da Manuel Cargaleiro.
Ha contribuito anche Manuel Cargaleiro con un rivestimento in piastrelle con bassorilievo di motivi geometrici (cerchi, quadrati e losanghe) su fondo beige sulle boiserie lungo le banchine e nell'inquadratura dei pannelli di Árpád Szenes e Maria Helena Vieira da Silva; lo stesso motivo delle piastrelle è anche utilizzato, su sfondo verde bottiglia, negli atri e nelle gallerie delle scale mobili.

## Interscambi
Nelle vicinanze della stazione effettuano fermata alcune linee automobilistiche urbane, gestite da Carris.
- Fermata autobus